# Четверта кільцева автодорога Пекіна
Четверта кільцева автодорога Пекіна (спрощ.: 四环路; піньїнь: Sìhuánlù) — кільцева автомагістраль із контрольованим доступом у Пекіні, Китай, яка проходить навколо міста радіусом приблизно 8 км від центру міста. Загальна протяжність дороги 65 кілометрів. Вздовж Окружної дороги проходить 147 мостів і віадуків.
Перша ділянка, північний коридор, була завершена під час підготовки до Азійських ігор 1990 року. У червні 2001 року Кільцеву дорогу було «огороджено» повним колом зі стандартною швидкісною дорогою з контрольованим доступом.

## Маршрут
4-та кільцева дорога проходить у межах міста Пекін, більше схожа на прямокутник, ніж на коло.
Маршрут пролягає повз: Міст Сіюань – Парк Чаоян – Сіхуей – Міст Сіфан – Шибалідян – Дахунмен – Маджалоу – Міст Юегечжуан – Район Фентай – Район Сіцзіцін – Район Чжунгуаньцунь – Цзяньсян – Район Села Азійських Ігор – Міст Ванхе – Міст Сіюань
Вся швидкісна дорога завершена і готова для руху.

## Історія

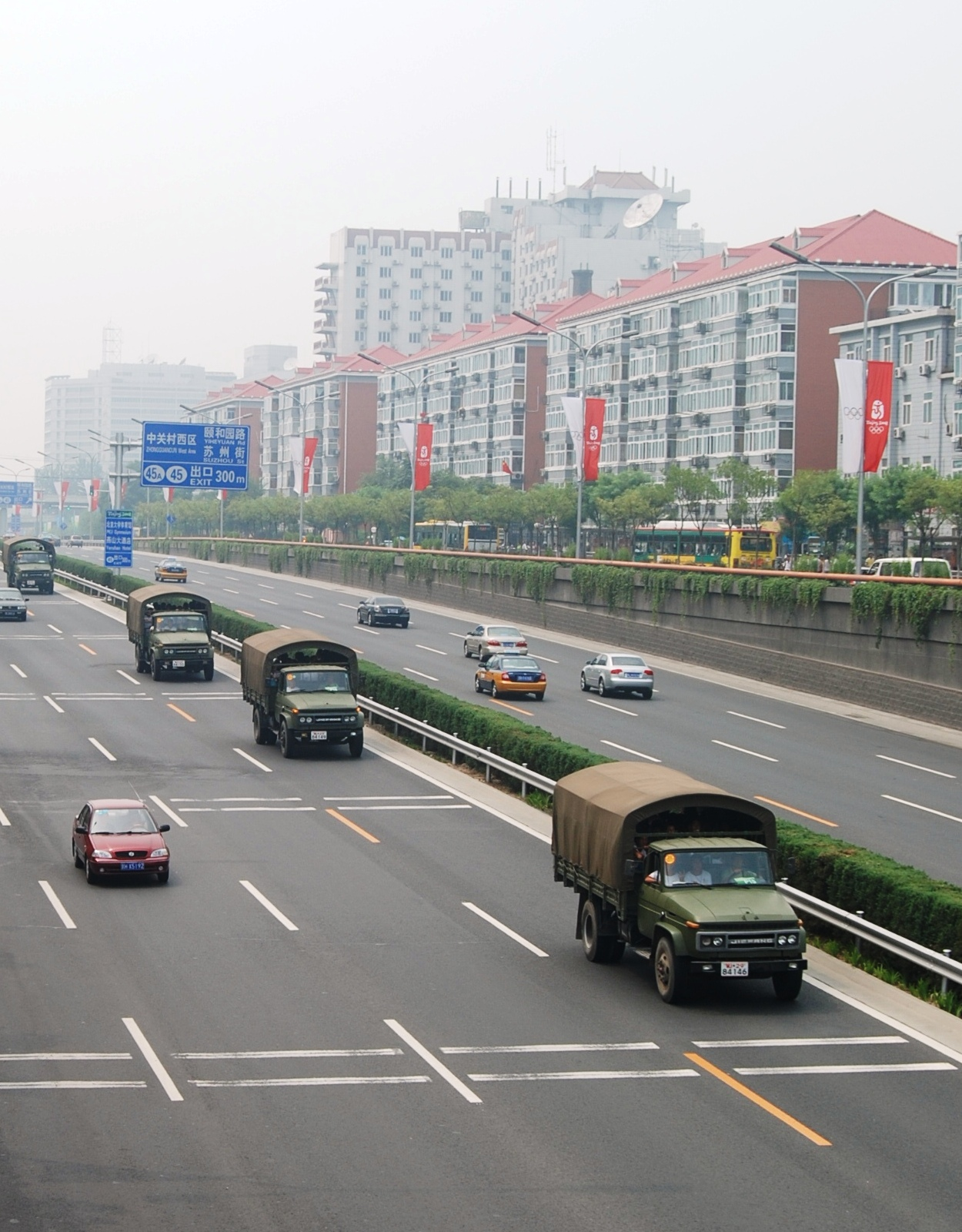
Військові вантажівки на Окружній дорозі 2008 рік

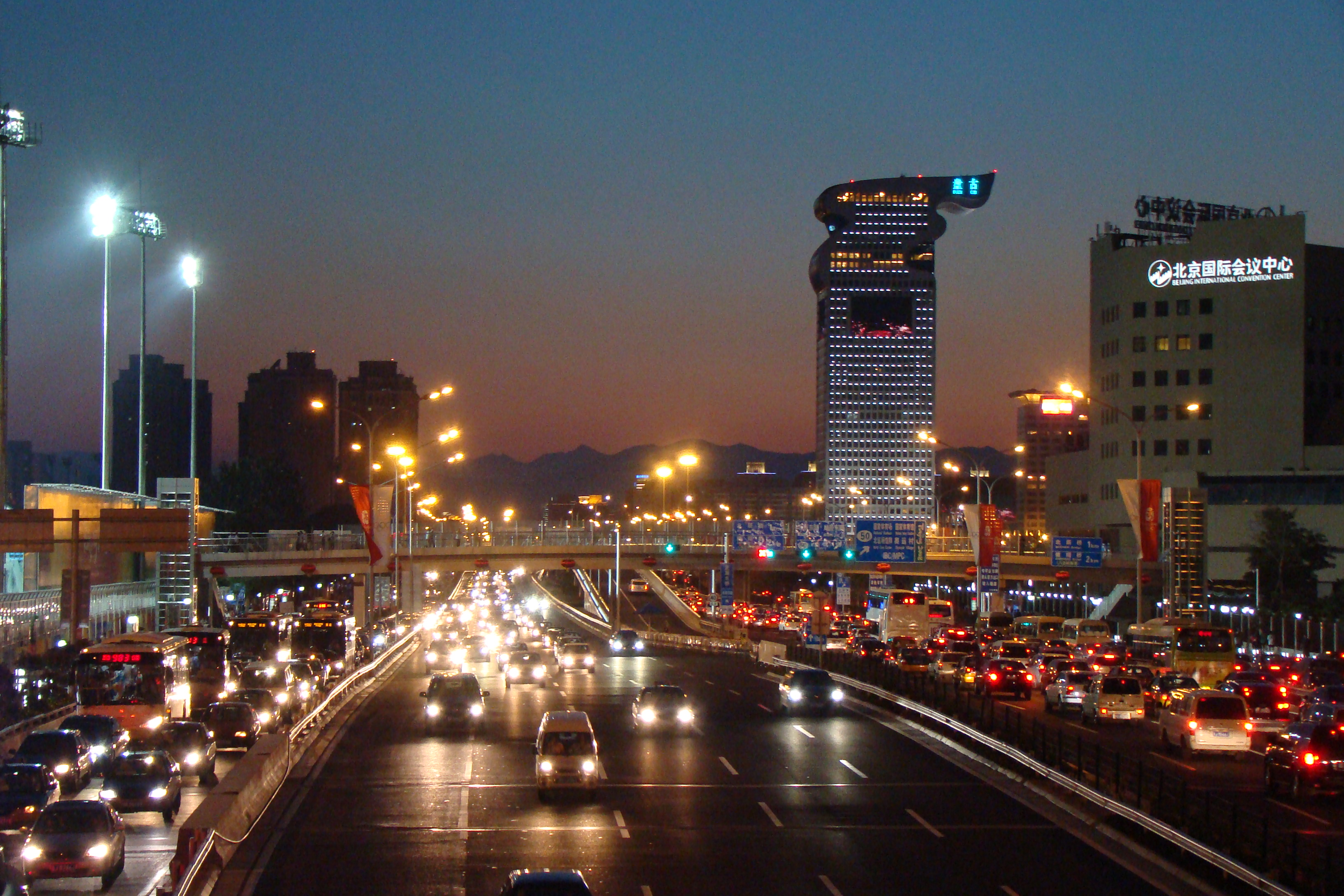
4-та кільцева дорога в лютому 2007 року з Pangu Plaza на задньому плані

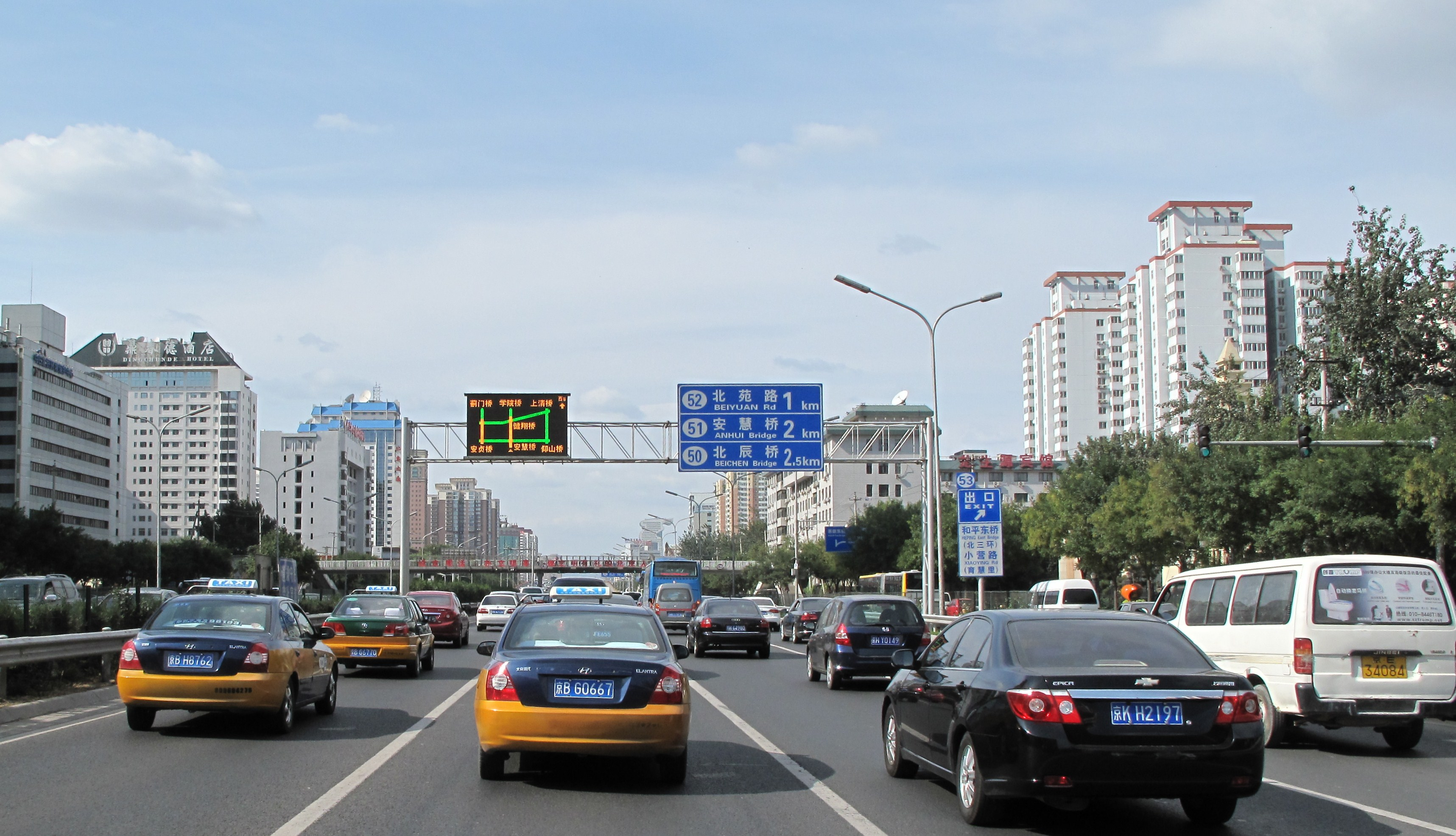
4 кільце 2011р

Уже на початку 1990-х років північна ділянка 4-ї кільцевої дороги від Чжунгуаньцунь до мосту Сіюань існувала як кільцева дорога, хоча й із значно вужчими дорожніми умовами та зі світлофорами. Існувало лише три естакадні віадуки — на мостах Цзяньсян, Аньхой і Сіюань.
На честь 50-річчя Китайської Народної Республіки 1 жовтня 1999 року було відкрито східну ділянку 4-ї кільцевої дороги від мосту Сіюань до Шибалідяна. Це була перша ділянка кільцевої дороги, яка була відкрита як 8-смугова (по 4 смуги в кожному напрямку, не враховуючи аварійну смугу).
Північна частина 4-ї кільцевої дороги від мосту Цзяньсян до мосту Сіюань була перетворена на 8-смугову швидкісну дорогу наприкінці вересня 2000 року. Пізніше того ж року південна частина від Шибалідіана до Фентая була відкрита для руху, як і північно-західна частина.

## Зє'днання
Автомагістраль Бадалін: з’єднується зі швидкісною автомагістраллю Бадалін на мосту Цзяньсян.
Автомагістраль G45 Дацін-Гуанчжоу : з’єднується зі швидкісною автомагістраллю Цзінчен на мосту Ванхе (на даний момент прямує лише до Лайгуаньїн і Ченде).
Аеропортова швидкісна автомагістраль: з’єднується з аеропортовою швидкісною магістраллю на мосту Сіюань (тільки в напрямку аеропорту).
Запланована швидкісна автомагістраль Пекіна S32 Шу-Пінгу: швидше за все, вона з’єднається з північним мостом Дунфен.
Автомагістраль Пекін-Тунчжоу: з'єднується з автомагістраллю у Сихуей.
Автомагістраль G1 Пекін–Харбін: з’єднується з автомагістраллю біля мосту Сіфанг (тільки в напрямку Шеньяна).
Автомагістраль Пекін—Тяньцзінь—Тангу: з'єднується з автомагістраллю у Шибалідіан.
Автомагістраль G45 Дацін-Гуанчжоу: з'єднується з автомагістраллю у Маджалоу.
Автомагістраль G4 Пекін-Гонконг-Макао: з'єднується з автомагістраллю в Юегечжуан.

## Знаки

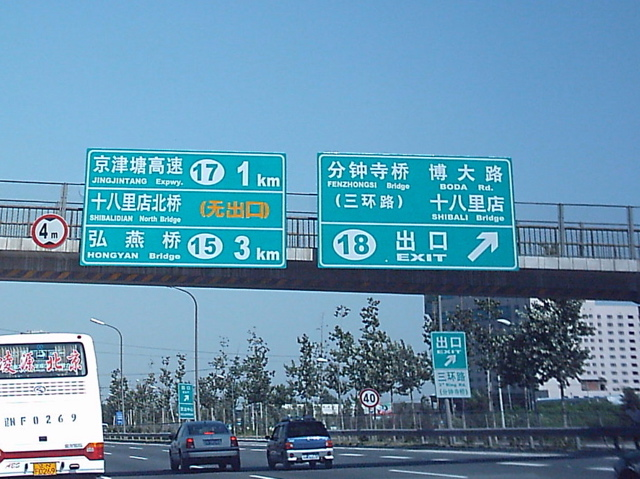
Нові знаки на 4-й кільцевій дорозі (зображення вересня 2004 р.)

Коли її відкрили у 2001 році, знаки на 4-й кільцевій дорозі були невідповідними. Змішування піньїнь ханью та англійської на знаках бентежило водіїв, але найбільше бентежила нумерація виїздів. Так сталося, що один і той самий з’їзд мав два різні номери — по одному для кожного напрямку кільцевої дороги.
Минуло три роки перш ніж владі Пекіна, вдалось впоратися з проблемою. Старі знаки поступово замінювали нові знаки, які стандартизували англійською мовою, і нарешті, була введена нова система нумерації виїздів. Разом із новою нумерацією знаків також було введено ескізну карту кожного виїзду, раніше лише для швидкісних доріг та окремих місць.